# Liste des monuments aux morts dans l'Orne
Pour un article plus général, voir Liste des œuvres d'art de l'Orne.
Cet article vise à recenser les monuments aux morts dans l'Orne, en France.

## Liste
Les monuments sont classés par ordre alphabétique de communes, ou anciennes communes. Si une commune possède plusieurs monuments, ils sont classés par ordre chronologique des conflits commémorés.
| Œuvre | Auteur                                                      | Commune                          | Localisation | Notes | Installation | Coordonnées                        | Illustration |
| --- | ----------------------------------------------------------- | -------------------------------- | --- | --- | ------------ | ---------------------------------- | --- |
| Monument aux morts de 1870-1871 | À déterminer                                                | Alençon                          | Dans le cimetière Saint-Léonard                                                                                                  | | À déterminer | à géolocaliser                     | Image manquante                                                                                                  |
| La Défense du drapeau (d) (monument aux morts dans les colonies)                                                                       | Copie d'après Aristide Croisy                               | Alençon                          | Au coin du carré militaire, dans le cimetière Saint-Léonard                                                                      | | 1877         | 48° 25′ 37″ nord, 0° 04′ 22″ est   | Image manquante                                                                                                  |
| Monument aux morts de 1914-1918 | René Barillon                                               | Alençon                          | Dans le square du Poilu | Érigé en 1922 place de la Pyramide, renommée place du général Charles de Gaulle par la suite. Très endommagé par les bombardements de juin 1944. | 1954         | 48° 25′ 57″ nord, 0° 06′ 19″ est   | Image manquante                                                                                                  |
| Monument aux morts | René Letourneur                                             | Alençon                          | Sur la place du Général-Charles-de-Gaulle                                                                                        | Remplace celui réalisé par René Barillon érigé en 1922, endommagé par les bombardements de juin 1944. | 1959         | 48° 26′ 03″ nord, 0° 05′ 38″ est   | Nouveau monument aux morts de 1914-1918 d'Alençon                                                                |
| Monument aux morts de 1914-1918 | À déterminer                                                | Almenêches                       | Dans l'église | | À déterminer | à géolocaliser                     | Monument aux morts de 1914-1918                                                                                  |
| Monument aux morts | À déterminer                                                | Almenêches                       | À côté de l'église | | À déterminer | 48° 41′ 51″ nord, 0° 06′ 38″ est   | Monument aux morts d'Almenêches                                                                                  |
| Monument aux morts | À déterminer                                                | Antoigny                         | À côté de l'église Saint-Martin                                                                                                  | | À déterminer | 48° 31′ 27″ nord, 0° 21′ 53″ ouest | Monument aux morts d'Antoigny                                                                                    |
| Monument aux morts | À déterminer                                                | Appenai-sous-Bellême             | Sur un contrefort de l'église Saint-Germain                                                                                      | Plaque. | À déterminer | à géolocaliser                     | Monument aux morts                                                                                               |
| Monument aux morts du XIXe siècle | À déterminer                                                | Argentan                         | Dans le cimetière | | À déterminer | à géolocaliser                     | Image manquante                                                                                                  |
| Monument aux morts de 1914-1918 | À déterminer                                                | Argentan                         | Dans l'église Saint-Martin | Plaque. | À déterminer | à géolocaliser                     | Image manquante                                                                                                  |
| Monument aux morts, | Carlo Sarrabezolles (statue) et Paul Silvestre (bas-relief) | Argentan                         | Dans le jardin public, au bord de la rue Charles-Léandre                                                                         | | 1923         | 48° 44′ 37″ nord, 0° 01′ 09″ ouest | Monument aux morts d'Argentan                                                                                    |
| Monument de la Résistance et de la Déportation                                                                                         | Godard et Marcel Pierre                                     | Argentan                         | Sur la place du Général-Leclerc, au bord de l'avenue de la 2e-Division-Blindée (RD 924)                                          | | 1957         | 48° 44′ 28″ nord, 0° 01′ 33″ ouest | Image manquante                                                                                                  |
| Monument aux morts | À déterminer                                                | Athis-de-l'Orne                  | À déterminer | | À déterminer | à géolocaliser                     | Monument aux morts                                                                                               |
| Monument aux morts | À déterminer                                                | Aube                             | Intersection de la route de Paris et de la rue du Souchet                                                                        | | À déterminer | à géolocaliser                     | Image manquante                                                                                                  |
| Monument aux morts | À déterminer                                                | Aubry-en-Exmes                   | À côté de l'église | | À déterminer | à géolocaliser                     | Image manquante                                                                                                  |
| Monument aux morts | À déterminer                                                | Aubry-le-Panthou                 | À déterminer | | À déterminer | à géolocaliser                     | Image manquante                                                                                                  |
| Monument aux morts | Marcel Pierre                                               | Aubusson                         | À côté de l'église Saint-Céneri                                                                                                  | | 1921         | à géolocaliser                     | Image manquante                                                                                                  |
| Monument aux soldats britanniques morts dans la bataille du 16 août 1944 et aux victimes civiles des bombardements de juin à août 1944 | Marcel Pierre                                               | Aubusson                         | À côté de l'église Saint-Céneri                                                                                                  | Commémore les soldats de la 11e division blindée. | À déterminer | à géolocaliser                     | Image manquante                                                                                                  |
| Monument aux morts | À déterminer                                                | Aunay-les-Bois                   | À déterminer | | À déterminer | à géolocaliser                     | Monument aux morts                                                                                               |
| Monument aux morts de 1914-1918 | À déterminer                                                | Avoine                           | À côté de l'église Saint-Aignan                                                                                                  | | À déterminer | 48° 40′ 17″ nord, 0° 05′ 40″ ouest | Monument aux morts de 1914-1918                                                                                  |
| Monument aux morts | À déterminer                                                | Bagnoles-de-l'Orne               | À déterminer | | À déterminer | à géolocaliser                     | Image manquante                                                                                                  |
| Monument aux morts | À déterminer                                                | Bailleul                         | Intersection de la RD 247 et de la RD 716                                                                                        | | À déterminer | à géolocaliser                     | Monument aux morts                                                                                               |
| Monument aux morts | À déterminer                                                | Banvou                           | Dans l'église Notre-Dame-de-l'Immaculée-Conception-et-Saint-Ernier                                                               | Plaque. | À déterminer | à géolocaliser                     | Image manquante                                                                                                  |
| Monument aux morts | À déterminer                                                | Banvou                           | À côté de l'église Notre-Dame-de-l'Immaculée-Conception-et-Saint-Ernier                                                          | | À déterminer | à géolocaliser                     | Image manquante                                                                                                  |
| Monument aux morts de 1914-1918 | À déterminer                                                | Barville                         | Dans l'église | | À déterminer | à géolocaliser                     | Image manquante                                                                                                  |
| Monument aux morts | À déterminer                                                | Bazoches-au-Houlme               | Intersection de la RD 121 et de la RD 909                                                                                        | | À déterminer | à géolocaliser                     | Monument aux morts                                                                                               |
| Monument aux morts de 1914-1918 | À déterminer                                                | Bazoches-au-Houlme               | Dans l'église Saint-Pierre | | À déterminer | à géolocaliser                     | Monument aux morts de 1914-1918                                                                                  |
| Monument aux morts | À déterminer                                                | Bazoches-sur-Hoëne               | À côté de l'église Saint-Pierre                                                                                                  | | À déterminer | à géolocaliser                     | Monument aux morts                                                                                               |
| Monument aux morts de 1914-1918 | À déterminer                                                | Beauchêne                        | Dans l'église Notre-Dame-de-la-Paix-Saint-Pierre-et-Saint-Paul                                                                   | Autel. | À déterminer | à géolocaliser                     | Image manquante                                                                                                  |
| Statue de Jeanne d'Arc (monument aux morts)                                                                                            | À déterminer                                                | Beauchêne                        | À côté de l'église Notre-Dame-de-la-Paix-Saint-Pierre-et-Saint-Paul                                                              | Représente Jeanne d'Arc. | À déterminer | à géolocaliser                     | Statue de Jeanne d'Arc (monument aux morts)                                                                      |
| Monument aux morts | À déterminer                                                | Beaulandais                      | RD 52 | | 1922         | à géolocaliser                     | Monument aux morts                                                                                               |
| Monument aux morts | À déterminer                                                | Beauvain                         | Dans le cimetière | | À déterminer | à géolocaliser                     | Image manquante                                                                                                  |
| Monument aux morts | À déterminer                                                | Belfonds                         | À côté du cimetière et de l'église Notre-Dame-de-l'Assomption                                                                    | | À déterminer | à géolocaliser                     | Monument aux morts                                                                                               |
| Monument aux morts | Louis Barillet                                              | Bellême                          | Intersection du boulevard Bansard-des-Bois (RD 455) et de la rampe du Château                                                    | | 1921         | 48° 22′ 31″ nord, 0° 33′ 45″ est   | Image manquante                                                                                                  |
| Monument aux morts | À déterminer                                                | Bellou-en-Houlme                 | À côté de l'église Notre-Dame | | 1920         | à géolocaliser                     | Monument aux morts                                                                                               |
| Monument aux morts | À déterminer                                                | Bellou-le-Trichard               | À côté de l'église Notre-Dame | | À déterminer | à géolocaliser                     | Image manquante                                                                                                  |
| Monument aux morts de 1914-1918 | À déterminer                                                | Bellou-sur-Huisne                | Dans l'église Saint-Paterne | | À déterminer | à géolocaliser                     | Monument aux morts de 1914-1918                                                                                  |
| Monument aux morts | À déterminer                                                | Bellou-sur-Huisne                | À côté de l'église Saint-Paterne                                                                                                 | | À déterminer | à géolocaliser                     | Monument aux morts                                                                                               |
| Monument aux morts | À déterminer                                                | Berd'huis                        | À côté de l'église Saint-Martin                                                                                                  | | À déterminer | à géolocaliser                     | Monument aux morts                                                                                               |
| En avant (monument aux morts) | Copie d'après Paul Henri Graf                               | Berjou                           | À côté de l'église Notre-Dame | | 1920         | à géolocaliser                     | En avant (monument aux morts)                                                                                    |
| Monument aux morts | À déterminer                                                | Bizou                            | Dans le cimetière | | À déterminer | à géolocaliser                     | Image manquante                                                                                                  |
| Monument aux morts | À déterminer                                                | Boissy-Maugis                    | À déterminer | | À déterminer | à géolocaliser                     | Image manquante                                                                                                  |
| Monument aux morts | À déterminer                                                | Boucé                            | À côté de l'église Saint-Pierre                                                                                                  | | À déterminer | à géolocaliser                     | Image manquante                                                                                                  |
| Monument aux résistants fusillés le 28 juin 1944 et aux déportés                                                                       | À déterminer                                                | Boucé                            | Au lieu-dit « Les Riaux » | | À déterminer | à géolocaliser                     | Image manquante                                                                                                  |
| Monument aux morts de 1914-1918 | Marcel Pierre                                               | Bréel                            | Dans l'église Saint-Pierre-et-Saint-Paul                                                                                         | | 1925         | à géolocaliser                     | Image manquante                                                                                                  |
| Monument aux morts | Marcel Pierre                                               | Bréel                            | RD 229 | | 1921         | à géolocaliser                     | Monument aux morts                                                                                               |
| Monument aux morts | À déterminer                                                | Brethel                          | À déterminer | | À déterminer | à géolocaliser                     | Monument aux morts                                                                                               |
| Monument aux morts | À déterminer                                                | Brieux                           | Dans le cimetière | | À déterminer | à géolocaliser                     | Monument aux morts                                                                                               |
| La Défense du drapeau (d) (monument aux morts)                                                                                         | Copie d'après Aristide Croisy                               | Briouze                          | Rue Saint-Jacques, devant la mairie                                                                                              | Le Mobile (d), l'autre statue sur le piédestal a été retirée[Quand ?]. | À déterminer | 48° 41′ 54″ nord, 0° 21′ 59″ ouest | Monument aux morts de Briouze                                                                                    |
| Monument aux morts | À déterminer                                                | Brullemail                       | À côté de l'église Saint-Victor                                                                                                  | | À déterminer | à géolocaliser                     | Monument aux morts                                                                                               |
| Monument aux morts | À déterminer                                                | Bubertré                         | Dans le cimetière, à côté de l'église Saint-Michel                                                                               | | À déterminer | à géolocaliser                     | Monument aux morts                                                                                               |
| Monument aux morts | À déterminer                                                | Buré                             | À côté de l'église Notre-Dame | | À déterminer | à géolocaliser                     | Monument aux morts                                                                                               |
| Monument aux morts | À déterminer                                                | Bures                            | À côté de l'église Saint-Aubin et du cimetière                                                                                   | | À déterminer | à géolocaliser                     | Monument aux morts                                                                                               |
| Monument aux morts | À déterminer                                                | Bursard                          | Devant la mairie | | À déterminer | à géolocaliser                     | Monument aux morts                                                                                               |
| Monument aux morts | À déterminer                                                | Cahan                            | Dans le cimetière | | À déterminer | à géolocaliser                     | Image manquante                                                                                                  |
| Monument aux morts de 1914-1918 | À déterminer                                                | Caligny                          | Dans l'église Saint-Éloi | Plaques sur la chaire. | À déterminer | à géolocaliser                     | Image manquante                                                                                                  |
| Monument aux morts | Jean Gauquelin                                              | Caligny                          | À côté de l'église Saint-Éloi | | 1921         | à géolocaliser                     | Monument aux morts                                                                                               |
| Monument aux résistants massacrés le 15 août 1944                                                                                      | À déterminer                                                | Caligny                          | RD 300, au lieu-dit « le Hoguet »                                                                                                | | À déterminer | à géolocaliser                     | Image manquante                                                                                                  |
| Monument aux morts | À déterminer                                                | Camembert                        | Dans le cimetière, à côté de l'église Notre-Dame                                                                                 | | À déterminer | à géolocaliser                     | Monument aux morts                                                                                               |
| Monument aux morts | À déterminer                                                | Canapville                       | Dans le cimetière | | À déterminer | à géolocaliser                     | Image manquante                                                                                                  |
| Monument aux morts | Marcel Pierre                                               | Carrouges                        | Avenue du Maréchal-Leclerc (RD 909), derrière l'église Notre-Dame-de-l'Assomption                                                | Érigé à l'intersection de la RD 908 et de la RD 909 en 1922. | 2007         | 48° 34′ 01″ nord, 0° 08′ 49″ ouest | Monument aux morts de Carrouges                                                                                  |
| Monument aux morts de 1870-1871 | À déterminer                                                | Ceaucé                           | Sur la place du collège, au bord de la RD 962                                                                                    | | À déterminer | 48° 29′ 41″ nord, 0° 37′ 31″ ouest | Image manquante                                                                                                  |
| Monument aux morts | À déterminer                                                | Ceaucé                           | Au bord du rond point, à l'intersection de la rue de Domfront (RD 962) et de la RD 262                                           | | À déterminer | 48° 29′ 46″ nord, 0° 37′ 37″ ouest | Image manquante                                                                                                  |
| Monument aux morts | À déterminer                                                | Cerisé                           | À déterminer | Plaque. | À déterminer | à géolocaliser                     | Image manquante                                                                                                  |
| Monument aux morts | À déterminer                                                | Cerisy-Belle-Étoile              | Dans l'église Saint-Jean-Baptiste                                                                                                | | 1920         | à géolocaliser                     | Image manquante                                                                                                  |
| Ange avec couronne et bouquet (monument aux morts de 1914-1918)                                                                        | Copie d'après Charles Desvergnes                            | Ceton                            | Dans l'église Saint-Pierre-ès-Liens                                                                                              | Plaque et relief. | À déterminer | à géolocaliser                     | Image manquante                                                                                                  |
| Monument aux morts | Robert Gaullier                                             | Ceton                            | À côté de l'église Saint-Pierre-ès-Liens                                                                                         | | À déterminer | à géolocaliser                     | Monument aux morts                                                                                               |
| Monument aux morts de 1914-1918 | À déterminer                                                | Chahains                         | Dans l'église Saint-Pierre-ès-Liens                                                                                              | Plaque. | À déterminer | à géolocaliser                     | Image manquante                                                                                                  |
| Monument aux morts | À déterminer                                                | Chailloué                        | Dans le cimetière | | À déterminer | à géolocaliser                     | Image manquante                                                                                                  |
| Monument aux morts de 1914-1918 | À déterminer                                                | Chambois                         | Dans l'église Saint-Martin | Plaque. | À déterminer | à géolocaliser                     | Image manquante                                                                                                  |
| Poilu étreignant le drapeau (monument aux morts)                                                                                       | Charles-Eugène Breton                                       | Chambois                         | Sur la place Louis Chedeville, à côté de l'église Saint-Martin, derrière la poste                                                | | 1922         | 48° 48′ 17″ nord, 0° 06′ 21″ est   | Monument aux morts de Chambois                                                                                   |
| Monument aux morts | À déterminer                                                | Champcerie                       | À côté de l'église Saint-Céneri                                                                                                  | | À déterminer | à géolocaliser                     | Monument aux morts                                                                                               |
| Monument aux morts | À déterminer                                                | Champeaux-sur-Sarthe             | Au chevet de l'église Saint-Gilles                                                                                               | | À déterminer | à géolocaliser                     | Monument aux morts                                                                                               |
| Monument aux morts | À déterminer                                                | Champosoult                      | Dans le cimetière | | À déterminer | à géolocaliser                     | Image manquante                                                                                                  |
| Monument aux morts | À déterminer                                                | Champs                           | À côté de l'église Saint-Évroult                                                                                                 | | À déterminer | à géolocaliser                     | Image manquante                                                                                                  |
| Monument aux morts de 1870-1871, | Georges Diebolt                                             | Champsecret                      | Intersection de la rue du colonel André Lefèvre (RD 208) et de la rue Charles Léandre (RD 52), à côté de l'église Notre-Dame     | | 1903         | 48° 36′ 33″ nord, 0° 33′ 02″ ouest | Monument aux morts de 1870-1871 de Champsecret                                                                   |
| Monument aux morts de 1914-1918 | À déterminer                                                | Champsecret                      | Dans l'église Notre-Dame | Plaques. | À déterminer | à géolocaliser                     | Image manquante                                                                                                  |
| Monument aux morts | Jean-René Carrière                                          | Champsecret                      | Sur la place du Vieux Marché, au bord de la rue du colonel André Lefèvre (RD 208), à côté de l'église Notre-Dame                 | | 1923         | 48° 36′ 33″ nord, 0° 33′ 04″ ouest | Monument aux morts de 1914-1918 de Champsecret                                                                   |
| Monument aux morts | Prosper Lecourtier                                          | Chandai                          | Sur la place du Général de Gaulle                                                                                                | | À déterminer | à géolocaliser                     | Monument aux morts                                                                                               |
| Poilu étreignant le drapeau (monument aux morts)                                                                                       | Charles-Eugène Breton                                       | Chanu                            | À côté de l'église Saint-Martin                                                                                                  | | 1922         | à géolocaliser                     | Poilu étreignant le drapeau (monument aux morts)                                                                 |
| Monument aux morts | À déterminer                                                | Chaumont                         | Dans le cimetière, à côté de l'église Saint-Pierre                                                                               | | À déterminer | à géolocaliser                     | Image manquante                                                                                                  |
| Monument aux morts | À déterminer                                                | Chemilli                         | À côté de l'église Saint-Germain                                                                                                 | | À déterminer | à géolocaliser                     | Image manquante                                                                                                  |
| Monument aux morts | À déterminer                                                | Chênedouit                       | À déterminer | | À déterminer | à géolocaliser                     | Image manquante                                                                                                  |
| Monument aux morts | À déterminer                                                | Ciral                            | À côté de l'église Saint-Pierre                                                                                                  | | À déterminer | à géolocaliser                     | Monument aux morts                                                                                               |
| Monument aux morts | À déterminer                                                | Cisai-Saint-Aubin                | À côté de l'église Notre-Dame-de-l'Assomption                                                                                    | | À déterminer | à géolocaliser                     | Image manquante                                                                                                  |
| Monument aux morts | À déterminer                                                | Clairefougère                    | Dans l'église Saint-Martin | Plaques. | À déterminer | à géolocaliser                     | Image manquante                                                                                                  |
| Monument aux morts | À déterminer                                                | Colombiers                       | À déterminer | | À déterminer | à géolocaliser                     | Image manquante                                                                                                  |
| Monument aux morts | À déterminer                                                | Colonard-Corubert                | À côté de l'église | | 1922         | à géolocaliser                     | Image manquante                                                                                                  |
| Monument aux morts | À déterminer                                                | Commeaux                         | À côté de l'église Saint-Pierre                                                                                                  | | À déterminer | à géolocaliser                     | Monument aux morts                                                                                               |
| Monument aux morts de 1870-1871 | À déterminer                                                | Condé-sur-Huisne                 | Dans le cimetière | | À déterminer | à géolocaliser                     | Image manquante                                                                                                  |
| La Victoire remettant une couronne de lauriers (monument aux morts)                                                                    | Charles Maillard                                            | Condé-sur-Huisne                 | Sur la place du Général-de-Gaulle                                                                                                | | 1923         | à géolocaliser                     | Image manquante                                                                                                  |
| Monument aux morts | À déterminer                                                | Condé-sur-Huisne                 | Dans l'église Notre-Dame | Plaques. | À déterminer | à géolocaliser                     | Image manquante                                                                                                  |
| Monument aux morts | À déterminer                                                | Condé-sur-Sarthe                 | À déterminer | | À déterminer | à géolocaliser                     | Monument aux morts                                                                                               |
| Monument aux morts de 1914-1918 | À déterminer                                                | Condé-sur-Sarthe                 | Dans l'église Saint-Martin | | À déterminer | à géolocaliser                     | Monument aux morts de 1914-1918                                                                                  |
| Monument aux fusillés des 22 et 30 juin 1944                                                                                           | À déterminer                                                | Condé-sur-Sarthe                 | Lieu-dit « la Galochère » | | À déterminer | à géolocaliser                     | Monument aux fusillés des 22 et 30 juin 1944                                                                     |
| Monument aux morts | À déterminer                                                | Condeau                          | À côté de l'église Saint-Denis                                                                                                   | | À déterminer | à géolocaliser                     | Image manquante                                                                                                  |
| Monument aux résistants exécutés par les SS le 11 août 1944                                                                            | À déterminer                                                | Condeau                          | Sur une façade d'une maison | Plaque. | À déterminer | à géolocaliser                     | Image manquante                                                                                                  |
| Monument aux morts | À déterminer                                                | Coudehard                        | À déterminer | | À déterminer | à géolocaliser                     | Image manquante                                                                                                  |
| Monument aux morts | À déterminer                                                | Coulmer                          | Dans le cimetière | | À déterminer | à géolocaliser                     | Image manquante                                                                                                  |
| Monument aux morts | À déterminer                                                | Coulonces                        | À côté de l'église Saint-Paterne                                                                                                 | | À déterminer | à géolocaliser                     | Monument aux morts                                                                                               |
| Monument aux morts | À déterminer                                                | Coulonges-les-Sablons            | À côté de l'église Saint-Germain                                                                                                 | | À déterminer | à géolocaliser                     | Image manquante                                                                                                  |
| Monument aux morts | À déterminer                                                | Courcerault                      | À déterminer | | À déterminer | à géolocaliser                     | Image manquante                                                                                                  |
| Monument aux morts | À déterminer                                                | Courménil                        | Sur une façade de la mairie | Plaque. | À déterminer | à géolocaliser                     | Image manquante                                                                                                  |
| Monument aux morts | À déterminer                                                | Couterne                         | À déterminer | | À déterminer | à géolocaliser                     | Monument aux morts                                                                                               |
| Monument aux morts | À déterminer                                                | Courgeoût                        | À déterminer | | À déterminer | à géolocaliser                     | Monument aux morts                                                                                               |
| Poilu au repos (monument aux morts) | Copie d'après Étienne Camus                                 | Crouttes                         | Au bord de la RD 703, à l'angle du haut bourg et du bas bourg                                                                    | | À déterminer | 48° 55′ 23″ nord, 0° 08′ 24″ est   | Image manquante                                                                                                  |
| Monument aux morts de 1914-1918 | À déterminer                                                | Crulai                           | Dans l'église Saint-Martin | Plaque. | À déterminer | à géolocaliser                     | Image manquante                                                                                                  |
| Monument aux morts de 1939-1945 | À déterminer                                                | Crulai                           | Dans l'église Saint-Martin | Plaque. | À déterminer | à géolocaliser                     | Image manquante                                                                                                  |
| Monument aux morts | À déterminer                                                | Cuissai                          | À côté de l'église Saint-Sulpice                                                                                                 | | À déterminer | à géolocaliser                     | Monument aux morts                                                                                               |
| Monument aux morts | À déterminer                                                | Damigny                          | À déterminer | | À déterminer | à géolocaliser                     | Image manquante                                                                                                  |
| Monument aux morts de 1914-1918 | Chemineau                                                   | Domfront en Poiraie              | Dans l'église Saint-Julien | Plaque. | À déterminer | à géolocaliser                     | Image manquante                                                                                                  |
| Monument aux morts de 1914-1918 | Chemineau                                                   | Domfront en Poiraie              | Dans l'église Saint-Front | Plaques. | À déterminer | à géolocaliser                     | Image manquante                                                                                                  |
| Le Poilu victorieux (monument aux morts),                                                                                              | Copie d'après Eugène Bénet                                  | Domfront en Poiraie              | Sur la place du Palais-de-Justice                                                                                                | | À déterminer | à géolocaliser                     | Image manquante                                                                                                  |
| Monument aux morts de 1939-1945 | Marcel Pierre                                               | Domfront en Poiraie              | Dans le cimetière | | 1949         | à géolocaliser                     | Image manquante                                                                                                  |
| Monument aux morts | À déterminer                                                | Dompierre                        | Intersection de la RD 360 et de la RD 21                                                                                         | | À déterminer | à géolocaliser                     | Image manquante                                                                                                  |
| Monument aux morts | À déterminer                                                | Échauffour                       | À côté de l'église Saint-André                                                                                                   | | À déterminer | à géolocaliser                     | Monument aux morts                                                                                               |
| La Résistance (monument aux morts) | Copie d'après Charles-Henri Pourquet                        | Faverolles                       | À côté de l'église Saint-Pierre                                                                                                  | | À déterminer | à géolocaliser                     | La Résistance (monument aux morts)                                                                               |
| Monument aux morts | À déterminer                                                | Fel                              | À déterminer | | À déterminer | à géolocaliser                     | Image manquante                                                                                                  |
| Monument aux morts | Emmanuel Ladmiral                                           | Flers                            | Dans le square Delaunay | | 1923         | 48° 45′ 01″ nord, 0° 34′ 17″ ouest | Image manquante                                                                                                  |
| Monument aux agents SNCF morts de 1939-1945                                                                                            | À déterminer                                                | Flers                            | Sur la façade de la gare | Plaque. | À déterminer | à géolocaliser                     | Image manquante                                                                                                  |
| Monument aux morts | À déterminer                                                | Fleuré                           | À côté de la mairie et de l'église Notre-Dame                                                                                    | | À déterminer | à géolocaliser                     | Monument aux morts                                                                                               |
| Monument aux morts de 1914-1918 | Charles Desvergnes                                          | Frênes                           | Dans l'église Notre-Dame | Plaque. | À déterminer | à géolocaliser                     | Image manquante                                                                                                  |
| Monument aux morts | À déterminer                                                | Frênes                           | À côté de l'église Notre-Dame | | À déterminer | à géolocaliser                     | Monument aux morts                                                                                               |
| Monument aux morts | Julien-Louis Mérot                                          | Gacé                             | À droite du parvis de l'église Saint-Pierre                                                                                      | Érigé[Où ?] en 1922. | 1949         | à géolocaliser                     | Image manquante                                                                                                  |
| Monument aux morts | À déterminer                                                | Gandelain                        | À déterminer | | À déterminer | à géolocaliser                     | Monument aux morts                                                                                               |
| Poilu montant la garde (monument aux morts)                                                                                            | Copie d'après Jules Pollacchi                               | Gâprée                           | À déterminer | | 1925         | à géolocaliser                     | Poilu montant la garde (monument aux morts)                                                                      |
| Monument aux morts de 1914-1918 | À déterminer                                                | Gâprée                           | Dans l'église Saint-Sulpice | | À déterminer | à géolocaliser                     | Monument aux morts de 1914-1918                                                                                  |
| Monument aux morts | À déterminer                                                | Gauville                         | À côté de l'église Saint-Aubin                                                                                                   | | À déterminer | à géolocaliser                     | Monument aux morts                                                                                               |
| Monument aux morts | À déterminer                                                | Giel-Courteilles                 | À côté de l'église Saint-Pierre                                                                                                  | | 1922         | à géolocaliser                     | Monument aux morts                                                                                               |
| Monument aux morts | À déterminer                                                | Giel-Courteilles                 | Dans l'église | Plaque. | À déterminer | à géolocaliser                     | Image manquante                                                                                                  |
| Monument aux morts | À déterminer                                                | Glos-la-Ferrière                 | À déterminer | | À déterminer | à géolocaliser                     | Monument aux morts                                                                                               |
| Monument aux morts | À déterminer                                                | Goulet                           | À déterminer | | À déterminer | à géolocaliser                     | Monument aux morts                                                                                               |
| Monument aux morts | À déterminer                                                | Guêprei                          | À déterminer | | À déterminer | à géolocaliser                     | Monument aux morts                                                                                               |
| Monument aux morts | À déterminer                                                | Habloville                       | À déterminer | | À déterminer | à géolocaliser                     | Monument aux morts                                                                                               |
| Monument aux morts | À déterminer                                                | Héloup                           | À déterminer | | À déterminer | à géolocaliser                     | Monument aux morts                                                                                               |
| Monument aux morts | À déterminer                                                | Igé                              | À côté de l'église | | 1922         | à géolocaliser                     | Image manquante                                                                                                  |
| Vestiges de l'ancien monument aux morts                                                                                                | À déterminer                                                | Joué-du-Bois                     | Au chevet de l'église Saint-Jean-Baptiste                                                                                        | Très endommagé par les bombardements de 1944. | À déterminer | à géolocaliser                     | Image manquante                                                                                                  |
| Poilu au repos (monument aux morts) | Copie d'après Étienne Camus                                 | Joué-du-Bois                     | Devant l'église Saint-Jean-Baptiste                                                                                              | | À déterminer | à géolocaliser                     | Image manquante                                                                                                  |
| Monument aux morts de 1914-1918 | À déterminer                                                | Joué-du-Plain                    | À côté de l'église Saint-Gervais-Saint-Protais                                                                                   | | À déterminer | 48° 41′ 23″ nord, 0° 07′ 20″ ouest | Monument aux morts de 1914-1918                                                                                  |
| Poilu mourant couché (d) et Coq chantant la Victoire (monument aux morts)                                                              | Copie d'après Jules Déchin et Prosper Lecourtier            | Juvigny-sous-Andaine             | Sur la place Saint-Michel | | À déterminer | 48° 33′ 08″ nord, 0° 30′ 32″ ouest | Monument aux morts de Juvigny-sous-Andaine                                                                       |
| Monument aux morts | Aristide Rousaud                                            | L'Aigle                          | Dans les jardins de l'hôtel de ville                                                                                             | | 1921         | à géolocaliser                     | Image manquante                                                                                                  |
| Monument aux agents SNCF morts de 1939-1945                                                                                            | À déterminer                                                | L'Aigle                          | Sur la façade de la gare | Plaque. | À déterminer | à géolocaliser                     | Image manquante                                                                                                  |
| La Résistance (monument aux morts) | Copie d'après Charles-Henri Pourquet                        | La Baroche-sous-Lucé             | À déterminer | | À déterminer | à géolocaliser                     | Image manquante                                                                                                  |
| Monument aux morts | À déterminer                                                | La Chapelle-d'Andaine            | À déterminer | | À déterminer | à géolocaliser                     | Monument aux morts                                                                                               |
| Monument aux morts | À déterminer                                                | La Ferrière-au-Doyen             | Dans le cimetière | | À déterminer | à géolocaliser                     | Image manquante                                                                                                  |
| Monument aux morts | À déterminer                                                | La Ferrière-aux-Étangs           | À déterminer | | À déterminer | à géolocaliser                     | Image manquante                                                                                                  |
| Monument aux morts | À déterminer                                                | La Ferrière-aux-Étangs           | Dans l'église Notre-Dame | Plaques et relief. | À déterminer | à géolocaliser                     | Image manquante                                                                                                  |
| Monument aux morts de 1870-1871, | Aristide Croisy                                             | La Ferté Macé                    | Sur la place de la Gare | | 1894         | 48° 35′ 39″ nord, 0° 21′ 24″ ouest | Monument aux morts de 1870-1871 de La Ferté Macé                                                                 |
| Monument aux morts de 1914-1918 | Marcel Pierre                                               | La Ferté Macé                    | Sur la place du Général-Leclerc                                                                                                  | Également appelé Monument de la Victoire. Pendant l'occupation, l'aigle gisant terrassé à l'avant du monument, l'officier et le soldat allemands sur le bas-relief représentant l'invasion et l'exode sont détruits, sur ordre des autorités allemandes. Un aigle de remplacement assez différent en plâtre est installé par Marcel Pierre en 1949. Il disparait progressivement dégradé par les intempéries. | 1928         | 48° 35′ 24″ nord, 0° 21′ 28″ ouest | Monument aux morts de 1914-1918 de La Ferté Macé                                                                 |
| Monument aux morts | À déterminer                                                | La Forêt-Auvray                  | À déterminer | | À déterminer | à géolocaliser                     | Monument aux morts                                                                                               |
| Monument aux morts | À déterminer                                                | La Mesnière                      | À déterminer | | À déterminer | à géolocaliser                     | Monument aux morts                                                                                               |
| Monument aux morts | À déterminer                                                | La Motte-Fouquet                 | À déterminer | | À déterminer | à géolocaliser                     | Monument aux morts                                                                                               |
| Monument aux morts | À déterminer                                                | Lalacelle                        | À déterminer | | À déterminer | à géolocaliser                     | Monument aux morts                                                                                               |
| Monument aux morts | À déterminer                                                | Landisacq                        | À déterminer | | À déterminer | à géolocaliser                     | Monument aux morts                                                                                               |
| Monument aux morts | À déterminer                                                | Le Cercueil                      | À déterminer | | À déterminer | à géolocaliser                     | Monument aux morts                                                                                               |
| Monument aux morts | À déterminer                                                | Le Mêle-sur-Sarthe               | Sur la place du Général-de-Gaulle                                                                                                | | À déterminer | à géolocaliser                     | Image manquante                                                                                                  |
| Monument aux morts | À déterminer                                                | Le Ménil-de-Briouze              | À déterminer | | À déterminer | à géolocaliser                     | Monument aux morts                                                                                               |
| Monument aux morts | Copie d'après Pierre Lorenzi                                | Le Pin-au-Haras                  | À déterminer | | À déterminer | à géolocaliser                     | Monument aux morts                                                                                               |
| Monument aux morts | À déterminer                                                | Les Ventes-de-Bourse             | À déterminer | | À déterminer | à géolocaliser                     | Monument aux morts                                                                                               |
| Monument aux morts | À déterminer                                                | Lignerolles                      | À déterminer | | À déterminer | à géolocaliser                     | Image manquante                                                                                                  |
| Monument aux morts | Marcel Pierre                                               | Lignou                           | À déterminer | | 1953         | à géolocaliser                     | Monument aux morts                                                                                               |
| Monument aux morts de 1870-1871 | À déterminer                                                | Longny-au-Perche                 | Dans le cimetière | | À déterminer | à géolocaliser                     | Monument aux morts de 1870-1871                                                                                  |
| Monument aux morts | À déterminer                                                | Longny-au-Perche                 | Dans le cimetière | | À déterminer | à géolocaliser                     | Monument aux morts                                                                                               |
| Le Poilu victorieux (monument aux morts)                                                                                               | Copie d'après Eugène Bénet                                  | Lonlay-l'Abbaye                  | Sur la place Jules Levée | | À déterminer | 48° 38′ 49″ nord, 0° 42′ 34″ ouest | Monument aux morts de Lonlay-l'Abbaye                                                                            |
| Poilu au repos (monument aux morts) | Copie d'après Étienne Camus                                 | Lonlay-le-Tesson                 | Intersection de la RD 20 et de la RD 218                                                                                         | | À déterminer | 48° 38′ 36″ nord, 0° 21′ 11″ ouest | Image manquante                                                                                                  |
| Monument aux morts | À déterminer                                                | Macé                             | À déterminer | | À déterminer | à géolocaliser                     | Monument aux morts                                                                                               |
| Poilu au repos (monument aux morts) | Copie d'après Étienne Camus                                 | Magny-le-Désert                  | Sur la place de l'Église | | À déterminer | 48° 34′ 13″ nord, 0° 19′ 37″ ouest | Monument aux morts de Magny-le-Désert                                                                            |
| Poilu au repos (monument aux morts) | Copie d'après Étienne Camus                                 | Mantilly                         | Au bord du parking près de l'église Notre-Dame-de-l'Assomption, le long de la RD 24                                              | | À déterminer | 48° 31′ 13″ nord, 0° 48′ 07″ ouest | Image manquante                                                                                                  |
| Monument aux morts | À déterminer                                                | Ménil-Erreux                     | À déterminer | | À déterminer | à géolocaliser                     | Monument aux morts                                                                                               |
| Monument aux morts | À déterminer                                                | Ménil-Gondouin                   | À déterminer | | À déterminer | à géolocaliser                     | Monument aux morts                                                                                               |
| Monument aux morts de 1914-1918 | À déterminer                                                | Ménil-Hermei                     | Dans l'église Notre-Dame | | À déterminer | à géolocaliser                     | Monument aux morts de 1914-1918                                                                                  |
| Monument aux morts | À déterminer                                                | Ménil-Jean                       | À déterminer | | À déterminer | à géolocaliser                     | Monument aux morts                                                                                               |
| Monument aux morts | Copie d'après Pierre Lorenzi                                | Merri                            | À déterminer | | À déterminer | à géolocaliser                     | Monument aux morts                                                                                               |
| Monument aux morts | Marcel Pierre                                               | Messei                           | Boulevard du général de Gaulle, à côté de l'église Saint-Gervais et Saint-Protais                                                | | 1922         | à géolocaliser                     | Monument aux morts                                                                                               |
| Monument aux morts | À déterminer                                                | Mieuxcé                          | À déterminer | | À déterminer | à géolocaliser                     | Monument aux morts                                                                                               |
| Monument aux morts | À déterminer                                                | Montmerrei                       | À déterminer | | À déterminer | à géolocaliser                     | Monument aux morts                                                                                               |
| Monument aux morts | À déterminer                                                | Montsecret                       | À déterminer | | À déterminer | à géolocaliser                     | Monument aux morts                                                                                               |
| Monument aux morts de 1914-1918 | Carlo Sarrabezolles et Paul Silvestre                       | Mortagne-au-Perche               | Dans le jardin de l'église Notre-Dame, rue du Colonel-Guérin                                                                     | | À déterminer | à géolocaliser                     | Monument aux morts de 1914-1918« Monument aux morts de 1914-1918 à Mortagne-au-Perche », sur À nos grands hommes |
| Monument aux morts | À déterminer                                                | Mortrée                          | À côté de l'église Saint-Pierre                                                                                                  | | À déterminer | à géolocaliser                     | Monument aux morts                                                                                               |
| Monument aux morts de 1914-1918 | À déterminer                                                | Mortrée                          | Dans l'église Saint-Pierre | | À déterminer | à géolocaliser                     | Monument aux morts de 1914-1918                                                                                  |
| Monument aux morts | À déterminer                                                | Moulins-la-Marche                | À côté de l'église Saint-Denis                                                                                                   | Érigé[Quand ?] à l'intersection de la rue Jean Gabin et de la rue du Stade. | À déterminer | à géolocaliser                     | Monument aux morts                                                                                               |
| Monument aux sapeurs-pompiers morts | À déterminer                                                | Moulins-la-Marche                | À déterminer | | À déterminer | à géolocaliser                     | Monument aux sapeurs-pompiers morts                                                                              |
| Monument aux morts | À déterminer                                                | Moulins-sur-Orne                 | À déterminer | | À déterminer | à géolocaliser                     | Monument aux morts                                                                                               |
| Poilu montant la garde avec baïonnette (monument aux morts)                                                                            | Copie d'après Jules Pollacchi                               | Neuville-sur-Touques             | Dans le cimetière | | À déterminer | à géolocaliser                     | Image manquante                                                                                                  |
| Monument aux morts | À déterminer                                                | Neuvy-au-Houlme                  | Sur la parvis de la chapelle Saint-Clair                                                                                         | | À déterminer | à géolocaliser                     | Monument aux morts                                                                                               |
| Monument aux morts | À déterminer                                                | Occagnes                         | À côté de l'église et de la mairie                                                                                               | Érigé[Où ?] en 1924. | 2022         | à géolocaliser                     | Image manquante                                                                                                  |
| Monument aux morts | À déterminer                                                | Ommoy                            | À l'entrée du cimetière | | À déterminer | à géolocaliser                     | Monument aux morts                                                                                               |
| Monument aux morts | À déterminer                                                | Origny-le-Roux                   | À côté de l'église Saint-Pierre                                                                                                  | | À déterminer | à géolocaliser                     | Monument aux morts                                                                                               |
| Monument aux morts | À déterminer                                                | Pacé                             | À côté de l'église Saint-Pierre                                                                                                  | | À déterminer | à géolocaliser                     | Monument aux morts                                                                                               |
| Monument aux morts | À déterminer                                                | Parfondeval                      | À déterminer | | À déterminer | à géolocaliser                     | Monument aux morts                                                                                               |
| Monument aux morts de 1914-1918, | Pierre Lorenzi                                              | Pervenchères                     | Sur la place des Pervenches, à l'intersection de la rue de Vauvineux (RD 27) et de la rue du Vieux Chêne                         | | À déterminer | 48° 26′ 19″ nord, 0° 25′ 28″ est   | Image manquante                                                                                                  |
| Le Poilu victorieux (monument aux morts)                                                                                               | Copie d'après Eugène Bénet                                  | Putanges-Pont-Écrepin            | À déterminer | | 1922         | 48° 45′ 52″ nord, 0° 14′ 36″ ouest | Monuments aux morts de Putanges-Pont-Écrepin                                                                     |
| Le Poilu victorieux (monument aux morts)                                                                                               | Copie d'après Eugène Bénet                                  | Rabodanges                       | Intersection de la RD 875 et de la RD 239                                                                                        | | À déterminer | 48° 47′ 58″ nord, 0° 16′ 59″ ouest | Image manquante                                                                                                  |
| Monument aux morts | À déterminer                                                | Radon                            | À côté de l'église Saint-Martin                                                                                                  | | À déterminer | à géolocaliser                     | Monument aux morts                                                                                               |
| Poilu au repos (monument aux morts) | Copie d'après Étienne Camus                                 | Rouellé                          | Au bord de la RD 217, à côté de l'église Saint-Pierre-Saint-Paul-et-Notre-Dame                                                   | | À déterminer | 48° 36′ 03″ nord, 0° 43′ 36″ ouest | Monument aux morts de Rouellé                                                                                    |
| Monument aux morts de 1870-1871 | À déterminer                                                | Sablons-sur-Huisne               | Au lieu-dit « La Fourche » | | 1872         | à géolocaliser                     | Image manquante                                                                                                  |
| Monument aux morts | À déterminer                                                | Saint-Aubin-d'Appenai            | À déterminer | | À déterminer | à géolocaliser                     | Monument aux morts                                                                                               |
| Monument aux morts | À déterminer                                                | Saint-Aubin-de-Bonneval          | À côté de l'église Saint-Aubin                                                                                                   | | À déterminer | à géolocaliser                     | Monument aux morts                                                                                               |
| Monument aux morts | À déterminer                                                | Saint-Aubin-de-Courteraie        | À déterminer | | À déterminer | à géolocaliser                     | Monument aux morts                                                                                               |
| Monument aux morts | À déterminer                                                | Saint-Denis-sur-Huisne           | À déterminer | | À déterminer | à géolocaliser                     | Monument aux morts                                                                                               |
| La Victoire en chantant (monument aux morts)                                                                                           | Copie d'après Charles Édouard Richefeu                      | Saint-Évroult-Notre-Dame-du-Bois | Au bord de la RD 13, près de l'église                                                                                            | | 1920         | 48° 47′ 30″ nord, 0° 27′ 49″ est   | Monument aux morts de Saint-Évroult-Notre-Dame-du-Bois                                                           |
| Monument aux morts | À déterminer                                                | Saint-Germain-du-Corbéis         | Dans le cimetière | | À déterminer | à géolocaliser                     | Monument aux morts                                                                                               |
| Monument aux morts | À déterminer                                                | Saint-Gervais-des-Sablons        | Dans le cimetière | | À déterminer | à géolocaliser                     | Image manquante                                                                                                  |
| Poilu au repos (monument aux morts) | Étienne Camus                                               | Saint-Hilaire-de-Briouze         | Au bord de la RD 51, à côté de l'église Saint-Hilaire                                                                            | | À déterminer | 48° 42′ 20″ nord, 0° 19′ 29″ ouest | Monument aux morts de Saint-Hilaire-de-Briouze                                                                   |
| Monument aux morts | À déterminer                                                | Saint-Langis-lès-Mortagne        | À côté de l'église Saint-Langis                                                                                                  | | À déterminer | à géolocaliser                     | Monument aux morts                                                                                               |
| Monument aux morts | À déterminer                                                | Saint-Martin-d'Écublei           | À déterminer | | À déterminer | à géolocaliser                     | Monument aux morts                                                                                               |
| Monument aux morts | À déterminer                                                | Saint-Maurice-lès-Charencey      | À déterminer | | À déterminer | à géolocaliser                     | Image manquante                                                                                                  |
| Monument aux morts de 1914-1918 | À déterminer                                                | Saint-Paul                       | Au bords de la route du Buisson-Ballon (RD 229), à côté de l'église Saint-Paul                                                   | | À déterminer | 48° 44′ 35″ nord, 0° 37′ 57″ ouest | Image manquante                                                                                                  |
| Monument aux morts | À déterminer                                                | Saint-Sauveur-de-Carrouges       | À côté de l'église Saint-Sauveur                                                                                                 | | 1921         | à géolocaliser                     | Image manquante                                                                                                  |
| Monument aux morts | À déterminer                                                | Sainte-Honorine-la-Chardonne     | À déterminer | | À déterminer | à géolocaliser                     | Monument aux morts                                                                                               |
| Monument aux morts | Marcel Pierre                                               | Sainte-Honorine-la-Guillaume     | À déterminer | | À déterminer | à géolocaliser                     | Image manquante                                                                                                  |
| Monument aux morts | À déterminer                                                | Sainte-Marguerite-de-Carrouges   | Dans le cimetière | | À déterminer | à géolocaliser                     | Image manquante                                                                                                  |
| Monument aux morts de 1914-1918 | Julien Mérot                                                | Sées                             | Sur la place de l'Église | | 1923         | 48° 36′ 18″ nord, 0° 10′ 20″ est   | Image manquante                                                                                                  |
| Monument aux morts | À déterminer                                                | Taillebois                       | À côté de l'église Saint-Laurent                                                                                                 | | À déterminer | à géolocaliser                     | Monument aux morts                                                                                               |
| Monument aux morts de 1914-1918 | Marcel Pierre                                               | Tessé-la-Madeleine               | À déterminer | | 1925         | à géolocaliser                     | Image manquante                                                                                                  |
| Monument aux morts de 1870-1871 | Frédéric-Étienne Leroux                                     | Tinchebray                       | Boulevard du Midi (RD 897), devant la mairie                                                                                     | Également appelé Le souvenir français. | 1897         | 48° 45′ 47″ nord, 0° 43′ 58″ ouest | Image manquante                                                                                                  |
| Monument aux morts de 1914-1918 | René Bertrand-Boutée                                        | Tinchebray                       | Boulevard du Midi (RD 897), devant la mairie                                                                                     | | 1922         | 48° 45′ 47″ nord, 0° 43′ 57″ ouest | Image manquante                                                                                                  |
| Monument aux morts | À déterminer                                                | Torchamp                         | À côté de l'église Notre-Dame-de-l'Assomption                                                                                    | | À déterminer | à géolocaliser                     | Monument aux morts                                                                                               |
| Monument aux morts | À déterminer                                                | Tournai-sur-Dive                 | À déterminer | | À déterminer | à géolocaliser                     | Image manquante                                                                                                  |
| Monument aux morts | Fernand-Louis Angué                                         | Tourouvre                        | À déterminer | | À déterminer | à géolocaliser                     | Image manquante                                                                                                  |
| Monument aux morts | À déterminer                                                | Trémont                          | Dans le cimetière, à côté de l'église Saint-Pierre                                                                               | | À déterminer | à géolocaliser                     | Image manquante                                                                                                  |
| Monument aux morts de 1914-1918 | Camille Debert                                              | Trun                             | Dans l'église Saint-Pierre-et-Saint-Paul                                                                                         | Plaque. | À déterminer | à géolocaliser                     | Image manquante                                                                                                  |
| Monument aux morts | Michel Léonard Béguine                                      | Trun                             | Sur la place du Canada | | 1921         | 48° 50′ 38″ nord, 0° 01′ 56″ est   | Monument aux morts de Trun                                                                                       |
| Monument aux morts | À déterminer                                                | Urou-et-Crennes                  | Dans le cimetière, à côté de l'église Notre-Dame-de-la-Nativité                                                                  | | À déterminer | à géolocaliser                     | Monument aux morts                                                                                               |
| Monument aux morts | À déterminer                                                | Valframbert                      | À côté de l'église Saint-Sulpice                                                                                                 | | À déterminer | à géolocaliser                     | Image manquante                                                                                                  |
| Monument aux morts | À déterminer                                                | Vaunoise                         | Dans l'église Saint-Jacques | Plaques. | À déterminer | à géolocaliser                     | Image manquante                                                                                                  |
| Poilu au repos (monument aux morts) | Étienne Camus                                               | Verrières                        | À déterminer | | À déterminer | à géolocaliser                     | Image manquante                                                                                                  |
| Monument aux morts | À déterminer                                                | Vieux-Pont                       | À côté de l'église Saint-Hilaire                                                                                                 | | 1922         | à géolocaliser                     | Monument aux morts                                                                                               |
| Monument aux morts | À déterminer                                                | Villebadin                       | Dans le cimetière, à côté de l'église Saint-Jean                                                                                 | | À déterminer | à géolocaliser                     | Monument aux morts                                                                                               |
| Monument aux morts | À déterminer                                                | Villedieu-lès-Bailleul           | À côté de l'église Saint-Jean-Baptiste                                                                                           | | À déterminer | à géolocaliser                     | Monument aux morts                                                                                               |
| Monument aux morts | À déterminer                                                | Villiers-sous-Mortagne           | À déterminer | | À déterminer | à géolocaliser                     | Monument aux morts                                                                                               |
| Monument aux morts | Henri Lagriffoul                                            | Vimoutiers                       | Devant l'église Notre-Dame | L'original est détruit par les bombardements du 14 juin 1944. | À déterminer | à géolocaliser                     | Image manquante                                                                                                  |
| Monument aux morts | À déterminer                                                | Vimoutiers                       | Dans le carré militaire du cimetière                                                                                             | | À déterminer | à géolocaliser                     | Image manquante                                                                                                  |
| Monument aux morts | À déterminer                                                | Vingt-Hanaps                     | À côté de l'église Notre-Dame-de-l'Assomption                                                                                    | | À déterminer | à géolocaliser                     | Image manquante                                                                                                  |
| Poilu au repos (monument aux morts) | Étienne Camus                                               | Vitrai-sous-Laigle               | À l'intersection de la RD 358 et de la RD 667, au centre de la commune, près de la mairie et de l'église Saint-Pierre-Saint-Paul | | À déterminer | 48° 42′ 56″ nord, 0° 42′ 32″ est   | Image manquante                                                                                                  |
| Monument aux morts | À déterminer                                                | Vrigny                           | À côté de l'école maternelle | | À déterminer | à géolocaliser                     | Monument aux morts                                                                                               |
| Monument aux résistants fusillés par la Gestapo le 23 juillet 1944                                                                     | À déterminer                                                | Vrigny                           | Au bord de la RD 757 | | À déterminer | à géolocaliser                     | Image manquante                                                                                                  |
| Monument aux morts de 1914-1918 | À déterminer                                                | Yvrandes                         | Dans l'église Notre-Dame | Retable. | À déterminer | à géolocaliser                     | Image manquante                                                                                                  |
| Monument aux morts | À déterminer                                                | Yvrandes                         | Dans le cimetière | | À déterminer | à géolocaliser                     | Image manquante                                                                                                  |

## Monuments disparus ou retirés
| Œuvre              | Auteur       | Commune    | Localisation               | Notes                                          | Installation | Coordonnées    | Illustration    |
| ------------------ | ------------ | ---------- | -------------------------- | ---------------------------------------------- | ------------ | -------------- | --------------- |
| Monument aux morts | À déterminer | Vimoutiers | Devant l'église Notre-Dame | Détruit par les bombardements du 14 juin 1944. | À déterminer | à géolocaliser | Image manquante |